# THE BLUE HEARTS BOX
THE BLUE HEARTS BOX（ザ・ブルーハーツ・ボックス）は、日本のロックバンド、THE BLUE HEARTSのメルダック在籍時のアルバム3作を収録したボックス・セット。

## 解説
THE BLUE HEARTSがメルダック在籍時にリリースした1stアルバム『THE BLUE HEARTS』、2ndアルバム『YOUNG AND PRETTY』、3rdアルバム『TRAIN-TRAIN』をボックス・セットにした。50,000セット限定でリリース。

## 収録曲

### Disc.1
1. 未来は僕等の手の中
2. 終わらない歌
3. NO NO NO
4. パンク・ロック
5. 街
6. 少年の詩
7. 爆弾が落っこちる時
8. 世界のまん中
9. 裸の王様
10. ダンス・ナンバー
11. 君のため
12. リンダリンダ

### Disc.2
1. キスしてほしい
2. ロクデナシⅡ(ギター弾きに部屋は無し)
3. スクラップ
4. ロクデナシ
5. ロマンチック
6. ラインを越えて
7. チューインガムをかみながら
8. 遠くまで
9. 星をください
10. レストラン
11. 英雄にあこがれて
12. チェインギャング

### Disc.3
1. TRAIN-TRAIN
2. メリーゴーランド
3. 電光石火
4. ミサイル
5. 僕の右手
6. 無言電話のブルース
7. 風船爆弾
8. ラブレター
9. ながれもの
10. ブルースをけとばせ
11. 青空
12. お前を離さない